# Copa Mundial Femenina de Rugby League de 2021
La Copa Mundial Femenina de Rugby League de 2021 fue la sexta edición de la Copa Mundial Femenina de Rugby League. 
El organizador de la copa fue Inglaterra.
El torneo inicialmente se iba a disputar entre el 13 y el 27 de noviembre de 2021. pero por factores relacionados con la pandemia de COVID-19 los seleccionados de Australia y Nueva Zelanda declinaron participar lo que obligó a posponer el torneo para 2022.

## Modo de disputa
Los equipos se dividieron en dos grupos con 4 integrantes cada uno, los grupos se disputaron por el sistema de todos contra todos, a una sola rueda. De esta manera, cada equipo disputó tres partidos en la fase de grupos.
El primer y segundo puesto de cada grupo clasificaron a las semifinales.

## Selecciones clasificadas
- Australia[2]
- Brasil (Debut)
- Canadá
- Francia
- Inglaterra
- Islas Cook
- Nueva Zelanda
- Papúa Nueva Guinea

## Fase de grupos
|  | Clasifican a semifinales |

### Grupo A
| Pos. | Equipo             | Encuentros | Encuentros | Encuentros | Encuentros | Tantos  | Tantos    | Tantos     | Puntos |
| Pos. | Equipo             | jugados    | ganados    | empatados  | perdidos   | a favor | en contra | diferencia | Puntos |
| ---- | ------------------ | ---------- | ---------- | ---------- | ---------- | ------- | --------- | ---------- | ------ |
| 1    | Inglaterra         | 3          | 3          | 0          | 0          | 168     | 12        | +156       | 6      |
| 2    | Papúa Nueva Guinea | 3          | 2          | 0          | 1          | 108     | 54        | +54        | 4      |
| 3    | Canadá             | 3          | 1          | 0          | 2          | 38      | 104       | -66        | 2      |
| 4    | Brasil             | 3          | 0          | 0          | 3          | 20      | 164       | -144       | 0      |

Nota: Se otorgan 2 puntos al equipo que gane un partido, 1 al que empate y 0 al que pierda.

#### Resultados
| 1 de noviembre de 2022 | Inglaterra | 72 - 4 | Brasil | Headingley Rugby Stadium, Leeds |  |

| 1 de noviembre de 2022 | Papúa Nueva Guinea | 34 - 12 | Canadá | Headingley Rugby Stadium, Leeds |  |

| 5 de noviembre de 2022 | Inglaterra | 54 - 4 | Canadá | Anfield, Liverpool |  |

| 5 de noviembre de 2022 | Papúa Nueva Guinea | 70 - 0 | Brasil | KCOM Stadium, Hull |  |

| 9 de noviembre de 2022 | Canadá | 22 - 16 | Brasil | Headingley Rugby Stadium, Leeds |  |

| 9 de noviembre de 2022 | Inglaterra | 42 - 4 | Papúa Nueva Guinea | Headingley Rugby Stadium, Leeds |  |

### Grupo B
| Pos. | Equipo        | Encuentros | Encuentros | Encuentros | Encuentros | Tantos  | Tantos    | Tantos     | Puntos |
| Pos. | Equipo        | jugados    | ganados    | empatados  | perdidos   | a favor | en contra | diferencia | Puntos |
| ---- | ------------- | ---------- | ---------- | ---------- | ---------- | ------- | --------- | ---------- | ------ |
| 1    | Australia     | 3          | 3          | 0          | 0          | 176     | 8         | +168       | 6      |
| 2    | Nueva Zelanda | 3          | 2          | 0          | 1          | 88      | 14        | +74        | 4      |
| 3    | Islas Cook    | 3          | 1          | 0          | 2          | 30      | 126       | -96        | 2      |
| 4    | Francia       | 3          | 0          | 0          | 3          | 18      | 164       | -146       | 0      |

Nota: Se otorgan 2 puntos al equipo que gane un partido, 1 al que empate y 0 al que pierda.

#### Resultados
| 2 de noviembre de 2022 | Nueva Zelanda | 46 - 0 | Francia | York Community Stadium, York |  |

| 2 de noviembre de 2022 | Australia | 74 - 0 | Islas Cook | York Community Stadium, York |  |

| 6 de noviembre de 2022 | Nueva Zelanda | 34 - 4 | Islas Cook | York Community Stadium, York |  |

| 6 de noviembre de 2022 | Australia | 92 - 0 | Francia | York Community Stadium, York |  |

| 10 de noviembre de 2022 | Francia | 18 - 26 | Islas Cook | York Community Stadium, York |  |

| 10 de noviembre de 2022 | Australia | 10 - 8 | Nueva Zelanda | York Community Stadium, York |  |

## Fase final

### Semifinales
| 14 de noviembre de 2022 | Inglaterra | 6 - 20 | Nueva Zelanda | York Community Stadium, York |  |

| 14 de noviembre de 2022 | Australia | 82 - 0 | Papúa Nueva Guinea | York Community Stadium, York |  |

### Final
| 19 de noviembre de 2022 | Australia | 54 - 4 | Nueva Zelanda | Old Trafford, Manchester |  |

| Bandera de Australia |
| Campeón Australia    |
| Tercer título        |